# The Cow Puncher's Sweetheart
The Cow Puncher's Sweetheart er en amerikansk stumfilm fra 1910 af Sidney Olcott.